# Michelle
Таня Шитавей (нім. Tanja Shitawey), сценічний псевдонім «Мішель» (Michelle), нар. 15 лютого 1972, Філлінген-Швеннінген, Німеччина) — німецька співачка та акторка. Вона стала відомою на пісенному конкурсі «Євробачення 2001», де представляла свою країну піснею «Жити заради кохання» (Wer Liebe lebt), набрала 66 балів і посіла 8 місце серед 23 країн-учасниць. З моменту свого дебюту в 1993 році вона виграла численні нагороди, зокрема, дві премії ЕХО, дві «Золотий камертон» та дві австрійські нагороди «Амадеус». Тираж її звукозаписів у Європі перевищив 6,2 мільйона копій.

## Життєпис
З 14 років Таня Шитавей співала в місцевих аматорських колективах. Завдяки подрузі, яка працювала на громадській телерадіокомпанії, у 1993 році вона мала можливість виступати на німецькому телебаченні. Популярна німецька співачка Крістіна Бах розпізнала в Мішель талант. Трохи пізніше автор пісень Жан Франкфуртер написав і продюсував пісню «А сьогодні ввечері я хочу танцювати» (Und heut' Nacht will ich tanzen), яка стала великим хітом і досягла вершини німецьких чартів. Сингл став хітом у чартах і привів Мішель у хіт-парад 2-го каналу Німецького телебачення (ZDF). Завдяки своїм виступам вона стала популярною в усій країні.

## Музична кар'єра
Згодом Мішель брала участь у кількох фестивалях німецької попмузики, наприклад, на попередніх конкурсах «Євробачення» або традиційному фестивалі Німецького шлягера. Останній вона виграла в 1997 році зі своїм синглом «Як полум'я на вітрі» (Wie Flammen im Wind). Однойменний альбом приніс перший хіт, що потрапив у ТОП-10 у Німеччині. Наступні роки стали піком її кар'єри: ще два альбоми увійшли до Топ-10. З'явилися золоті платівки та шанс представляти Німеччину на пісенному конкурсі «Євробачення 2001» у Копенгагені. Ще в 2005 році її альбом «Життя» (Leben) знову здобув успіх, потрапивши в ТОП-3 у Німеччині та отримавши ще один золотий диск. Пізніше вона почала кар'єру моделі і випустила альбом «Моя пристрасть» (My Passion), альбом каверів на класику диско. У жовтні 2009 року вона випустила новий альбом під назвою «Прощавай, Мішель» (Goodbye Michelle) і виступила на кількох концертах і телевізійних шоу, пояснюючи це тим, що хотіла «попрощатися зі своїми шанувальниками». Проте вона заявила, що це точно її останній альбом з назвою «Мішель» (Michelle). Новим синглом із цього альбому була композиція «Просто ця пісня» (Nur noch dieses Lied). Це другий сингл після пісні «Прощавай, Мішель». Третім синглом був «Грі́шний ангел» (Gefallener Engel), випущений у травні 2010 року. У листопаді 2010 року вона випустила свій новий альбом під назвою «Найкращий момент» (Der beste Moment). У березні 2012 року вийшов альбом «Любов» (L'amour) з новим хітом «Велике кохання» (Große Liebe). У березні 2014 року вона випустила альбом «Найкраще з» (The Ultimate Best of) із семи нових пісень. Її новий сингл «Париж» (Paris) став платиновим в Австрії. Другим синглом з його альбому став «Зупинка серця» (Herzstillstand), випущений у липні 2014 року. 25 травня 2018 року вийшов новий альбом під назвою «Табу» (Tabu). Він містить 16 композицій і 8 бонусних треків.

## Особисте життя
Мішель виросла в Блумберзі разом із сестрою та братом у складному соціальному оточенні, її батьки були алкоголіками. У віці 10 років нею опікувалася інша сім'я. Вона має трьох дочок і живе в Кельні.

## Дискографія
- 1993: Erste Sehnsucht
- 1995: Traumtänzerball
- 1997: Wie Flammen im Wind
- 1998: Nenn es Liebe oder Wahnsinn
- 1999: Meine größten Erfolge
- 1999: Denk'ich an Weihnacht
- 2000: So was wie Liebe
- 2001: Best of
- 2002: Rouge
- 2005: Leben!
- 2006: My Passion (as Tanja Thomas)
- 2006: Glas
- 2007: Zwischenspiel
- 2009: The very Best of
- 2009: Goodbye Michelle
- 2010: Der beste Moment
- 2012: L'amour
- 2014: Die Ultimative Best of
- 2015: Die Ultimative Best of Live
- 2016: Ich würd' es wieder tun
- 2018: Tabu
- 2020: Anders ist gut
- 2022: 30 Jahre Michelle — Das war's… noch nicht!

## Фільмографія
Серіали:
- 2011: Мене звуть (ігрове шоу)
- 2000: Showpalast
- 1993: Музика витає в повітрі